# 師岡町 (青梅市)
師岡町（もろおかちょう）は、東京都青梅市に存在する地名である。行政地名は師岡町一丁目から師岡町四丁目。郵便番号は198-0031。

## 概要
市域中央部に位置し、東青梅と並び市の中核的施設が集まる。
霞川付近を境に北側は低く、南側は高台になっている。

## 歴史
「霞村の歴史」を参照。
- 1874年（明治7年）上師岡村（現在の東青梅六丁目）と下師岡村（現在の師岡地区と東青梅五丁目）が合併し、師岡村となる[6]。
- 1889年（明治22年）4月1日 - 町村制施行により、大門村、野上村、吹上村、塩船村、谷野村、木野下村、今寺村、根ヶ布村、師岡村、新町村、今井村、藤橋村が合併し神奈川県西多摩郡霞村が成立する。師岡村は大字師岡となる。
- 1893年（明治26年）4月1日 - 西多摩郡が南多摩郡、北多摩郡とともに東京府へ編入する。
- 1943年（昭和18年）7月1日 - 東京都制施行。
- 1951年（昭和26年）4月1日 - 青梅町、調布村との合併により青梅市が発足。霞村は消滅。大字師岡は霞地区（後に東青梅地区）に属する。
- 1964年（昭和39年）11月 - 「東青梅地区区画整理事業」に伴い、師岡の一部を東青梅に編成[7]。
- 1966年（昭和41年）11月 - 「師岡土地区画整理事業」に伴い、師岡の一部を東青梅五丁目に編成[8]。
- 1972年（昭和47年）2月 - 「城前土地区画整理事業」に伴い、師岡の一部を東青梅六丁目に編成[9]、6月「霞台地区区画整理事業」に伴い、師岡・野上・河辺・大門・新町の一部を整理し、師岡町一丁目・二丁目・三丁目・四丁目として編成[10]。
- 1973年（昭和48年）2月27日 - 青梅消防署が東青梅より移転する[11]。

## 世帯数と人口
2021年（令和3年）3月1日現在の世帯数と人口は以下の通りである。
| 町丁         | 世帯数    | 人口    |
| ------------ | --------- | ------- |
| 師岡町一丁目 | 338世帯   | 775人   |
| 師岡町二丁目 | 770世帯   | 1,654人 |
| 師岡町三丁目 | 606世帯   | 1,154人 |
| 師岡町四丁目 | 451世帯   | 799人   |
| 計           | 2,165世帯 | 4,382人 |

## 小・中学校の学区
市立小・中学校に通う場合、学区は以下の通りとなる。
| 町名         | 番地 | 小学校             | 中学校             |
| ------------ | ---- | ------------------ | ------------------ |
| 師岡町一丁目 | 全域 | 青梅市立吹上小学校 | 青梅市立吹上中学校 |
| 師岡町二丁目 | 全域 | 青梅市立吹上小学校 | 青梅市立吹上中学校 |
| 師岡町三丁目 | 全域 | 青梅市立霞台小学校 | 青梅市立泉中学校   |
| 師岡町四丁目 | 全域 | 青梅市立河辺小学校 | 青梅市立霞台中学校 |

## 施設など
全域
- 青梅市消防団分団[13]
  - 第八分団 - 東青梅・大門地区

師岡町一丁目
- 東京都水道局青梅サービスステーション
- 青梅簡易裁判所
- 筑間公園
- 師岡町1丁目児童遊園
- 青梅みどり第二保育園
- 妙光院

師岡町二丁目
- メガネストアー青梅師岡店

師岡町三丁目
- 東京消防庁青梅消防署
- 東青梅市民センター
- 道間公園
- ゆりかご保育園
- いなげや青梅師岡店
- マツモトキヨシ青梅野上店

師岡町四丁目
- 青梅霞台郵便局
- 桜樹公園
- 青梅市立霞台中学校
- 西武信用金庫河辺支店
- コナカ青梅店
- ジョナサン青梅店
- かつや青梅河辺店

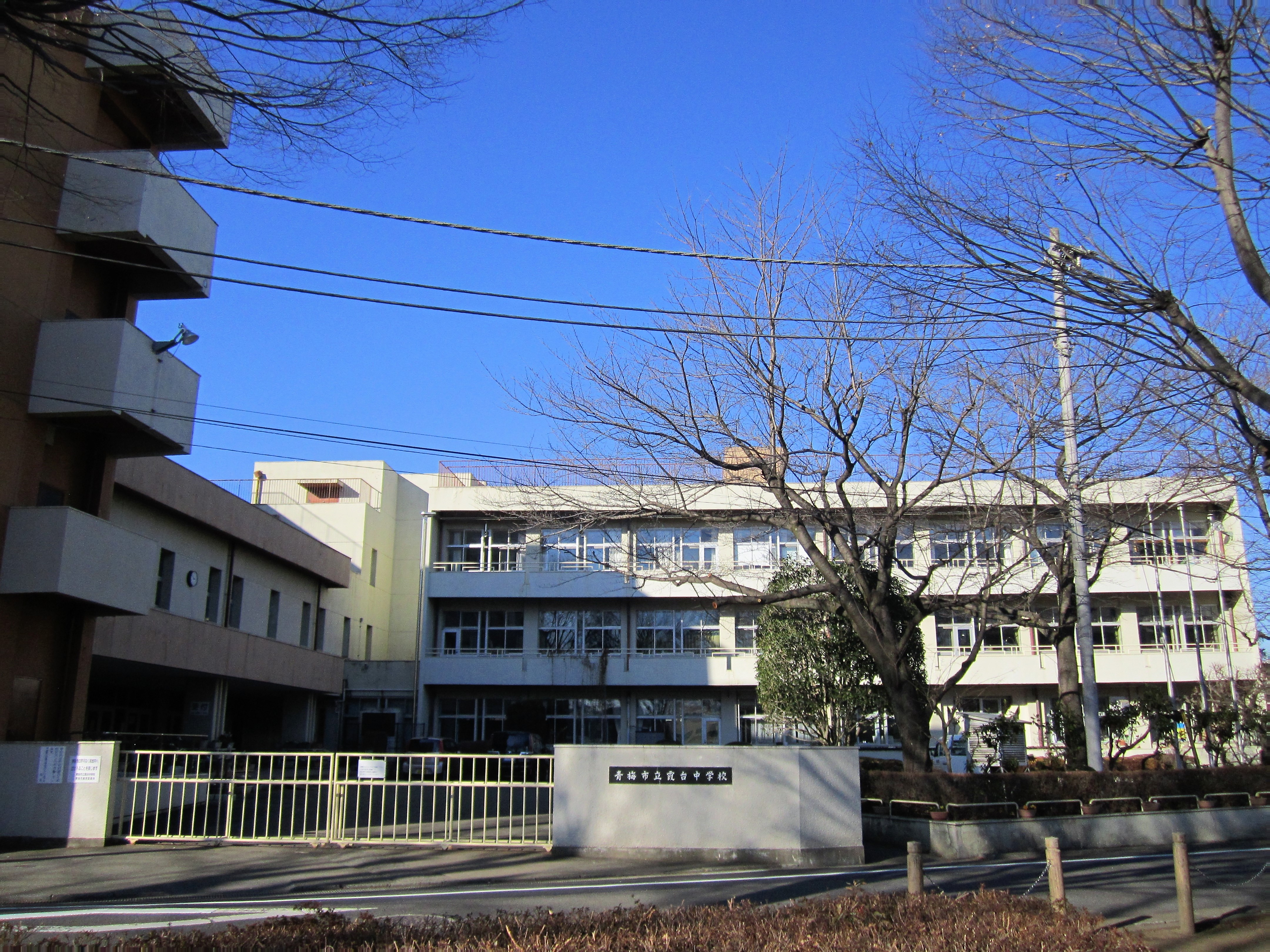
市立霞台中学校

- ENEOS EneJet東青梅SS（国際油化）

## 交通

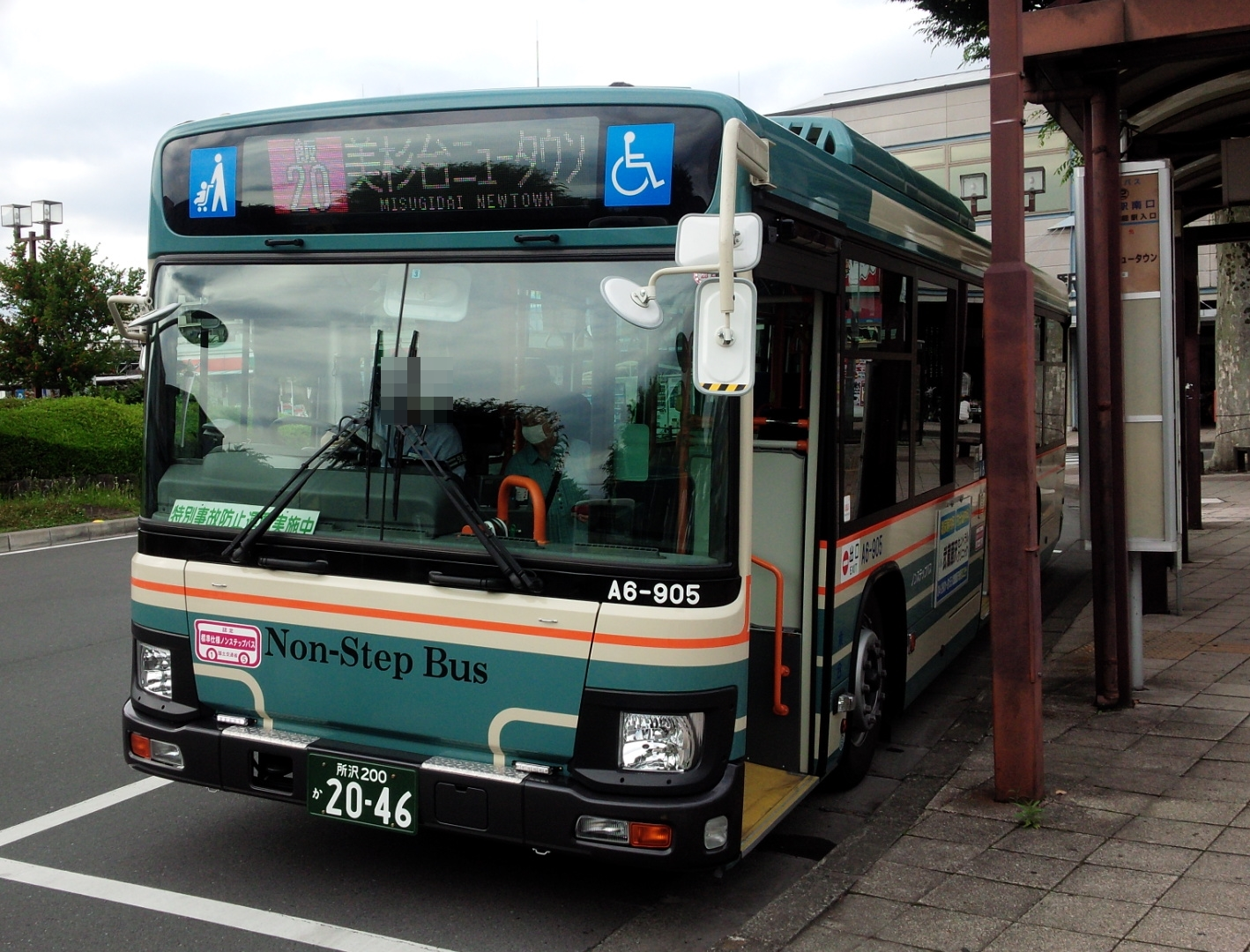
西武バス

都営バスと西武バスのバス路線があり、JR青梅線・青梅駅、東青梅駅、西武池袋線・飯能駅、西武拝島線・東大和市駅、西武新宿線・小平駅・花小金井駅へのアクセスも容易である。
- 東京都道5号新宿青梅線（青梅街道）
- 東京都道63号青梅入間線